# Álvaro Pintos (futbolista)
Álvaro Gabriel Pintos Fraga (Montevideo, 24 de octubre de 1977) es un exfutbolista uruguayo. Jugaba de delantero, actualmente es el coordinador de juveniles del Club Atlético River Plate de Uruguay.

## Clubes
| Club                  | País      | Año       |
| --------------------- | --------- | --------- |
| Cerro                 | Uruguay   | 1996-2000 |
| Peñarol               | Uruguay   | 2001      |
| Cerro                 | Uruguay   | 2002      |
| Universitario         | Perú      | 2003      |
| Central Español       | Uruguay   | 2004      |
| Cerrito               | Uruguay   | 2005      |
| Bnei Sakhnin          | Israel    | 2005      |
| Irapuato              | México    | 2006      |
| Cerro                 | Uruguay   | 2006-2007 |
| Bella Vista           | Uruguay   | 2007      |
| Real Potosí           | Bolivia   | 2008      |
| Rah Ahan Yazdan       | Irán      | 2008-2009 |
| Jorge Wilstermann     | Bolivia   | 2009      |
| Cobresal              | Chile     | 2010      |
| San Martín de Tucumán | Argentina | 2011      |
| San José              | Bolivia   | 2011-2012 |
| Cerro                 | Uruguay   | 2012-2013 |
| Torque                | Uruguay   | 2013-2014 |